# Dragey-Ronthon
Dragey-Ronthon är en kommun i departementet Manche i regionen Normandie i norra Frankrike. Kommunen ligger i kantonen Sartilly som tillhör arrondissementet Avranches. År 2022 hade Dragey-Ronthon 789 invånare.

## Befolkningsutveckling
Antalet invånare i kommunen Dragey-Ronthon
| Referens: INSEE |